# Смольський Павло Олександрович
Павло Олександрович Смольський (17 березня 1931, село Яньково Стародубського району Західної області РРФСР, тепер Брянської області, Російська Федерація — 19 червня 1987, місто Москва) — радянський діяч, 1-й секретар Рязанського обласного комітету КПРС. Член ЦК КПРС у 1986—1987 роках. Депутат Верховної Ради Російської РФСР 11-го скликання. Депутат Верховної Ради СРСР 11-го скликання (у 1986—1987 роках).

## Життєпис
Народився в родині службовця.
У 1955 році закінчив Московський інститут інженерів залізничного транспорту.
Член КПРС з 1955 року.
У 1955—1956 роках — помічник машиніста паровоза, майстер паровозного депо Бєльов Тульської області.
У 1956—1957 роках — інженер-конструктор, у 1957—1959 роках — секретар партійного комітету заводу в місті Балашисі Московської області.
У 1959—1960 роках — завідувач відділу, секретар Балашихинського міського комітету КПРС Московської області.
У 1960—1961 роках — 2-й секретар Щолковського міського комітету КПРС Московської області.
У 1961—1964 роках — заступник завідувача відділу Московського обласного комітету КПРС.
З 1964 року — співробітник апарату ЦК КПРС. У 1979—1985 роках — заступник завідувача відділу організаційно-партійної роботи ЦК КПРС.
14 грудня 1985 — 19 червня 1987 року — 1-й секретар Рязанського обласного комітету КПРС.
Похований в Москві на Новодівочому цвинтарі.

## Нагороди
- орден Трудового Червоного Прапора
- орден «Знак Пошани»
- медалі